# John Runnings
John Runnings (* 1918 in Manitoba; † 25. April 2004 auf Vancouver Island, Kanada) wurde bekannt als „Mauerläufer“ (engl. wall walker) oder Mauerspringer.

## Leben
John Runnings trat 1962 zusammen mit seiner Frau wegen der Verwicklung der Vereinigten Staaten in den Vietnamkrieg der Glaubensgemeinschaft der Quäkern in Seattle bei, da diese aktiv die Friedensbewegung mittrugen (Siehe hierzu die Artikel Quäkerzeugnis und Friedenskirche). Nach dem Rückzug der US-amerikanischen Truppen protestierte er dann gegen das Wettrüsten zwischen den Vereinigten Staaten und der Sowjetunion.
Am 7. August 1986 hatte er mit einer selbstgebauten Leiter vor laufenden Kameras die Berliner Mauer von West-Berlin aus erklettert und die Mauerkrone mit einem Vorschlaghammer bearbeitet. Er wurde von den Grenzsoldaten der DDR heruntergezogen, von der DDR-Justiz zu 18 Monaten Haft verurteilt, allerdings im November 1986 nach drei Monaten freigelassen und aus Berlin ausgeflogen. Eine von ihm angefertigte Mauerramme ist im Checkpoint-Charlie-Museum zu sehen.
Nach dem Fall der Mauer wurde er auch „Vater der Mauerspechte“ genannt.